# کیبریسجیک
کیبریسجیک (به ترکی استانبولی: Kıbrıscık) یک منطقهٔ مسکونی در ترکیه است که در استان بولی واقع شده‌است.